# Covenanter
Covenanter (službeno eng. Cruiser Tank Mark V Covenanter) je bio britanski brzi tenk projektiran za vrijeme Drugog svjetskog rata. U osnovi je bio prerada svog prethodnika Cruiser Mk IV s većim korištenjem zakošenog oklopa i povećanjem njegove debljine. Pogonio ga je i novo razvijenim motor.
Covenanter je dizajniran na osnovi Cruiser Mk II s kojeg je preuzeo veliku većinu komponenti i dijelova u cilju jeftinije i jednostavnije proizvodnje. U Covenanter je ugrađen jak Meadows Flat-12 benzinski motor i "Christie" suspenzija. Velika greška u dizajnu je bila postavljanje motora straga dok je radijator za grijanje postavljen sprijeda uz vozača. Zbog ovakvog rasporeda vozilo je često bilo pregrijano što je uzrokovalo stalne mehaničke kvarove. Sveukupno ih je proizvedeno 1771 primjerak, od kojih je većina preinačeno ili korišteno za trening tenkovskih posada u Ujedinjenom Kraljevstvu i na Bliskom istoku. Neki su preinačeni u nosače mostova.
U službi je bio od 1940. do 1943. godine. Kasnije inačice su imale bolje riješen način hlađenja motora i još nekoliko manjih izmjena. Problem u dizajnu nikada nije u potpunosti riješen i patio je od pregrijavanja motora. Covenanter zbog nepouzdanosti nije bio na bojištu ali je poslužio u svrhu treninga i projektiranja inačica raznih namjena.

### Zajednički poslužitelj
|  | Zajednički poslužitelj ima još gradiva o temi Covenanter |